# Parigi-Tours 2010
La Parigi-Tours 2010, centoquattresima edizione della corsa ciclistica e valevole come prova del circuito UCI Europe Tour 2010, si svolse il 10 ottobre 2010, per un percorso totale di 233 km. Fu vinta dallo spagnolo Óscar Freire, al traguardo con il tempo di 4h52'54" alla media di 47,73 km/h.
Partenza a La Loupe con 190 ciclisti di cui 173 portarono a termine il percorso.

## Squadre e corridori partecipanti
| N.      | Cod. | Squadra                      |
| ------- | ---- | ---------------------------- |
| 1-8     | OLO  | Omega Pharma-Lotto           |
| 11-18   | QST  | Quick Step                   |
| 21-28   | VAC  | Vacansoleil Pro Cycling Team |
| 31-38   | KAT  | Team Katusha                 |
| 41-48   | RAB  | Rabobank                     |
| 51-58   | LIQ  | Liquigas-Doimo               |
| 61-68   | SAX  | Team Saxo Bank               |
| 71-78   | THR  | Team HTC-Columbia            |
| 81-87   | GRM  | Garmin-Transitions           |
| 91-98   | GCE  | Caisse d'Epargne             |
| 101-108 | BMC  | BMC Racing Team              |
| 111-118 | RSH  | Team RadioShack              |
| 121-128 | LAM  | Lampre-Farnese Vini          |

| N.      | Cod. | Squadra                       |
| ------- | ---- | ----------------------------- |
| 131-138 | SKY  | Sky Professional Cycling Team |
| 141-148 | ALM  | AG2R La Mondiale              |
| 151-158 | BTL  | Bbox Bouygues Telecom         |
| 161-168 | COF  | Cofidis                       |
| 171-178 | FDJ  | FDJ                           |
| 181-188 | MRM  | Team Milram                   |
| 191-198 | SAU  | Saur-Sojasun                  |
| 201-208 | TSV  | Topsport Vlaanderen-Mercator  |
| 211-218 | SKS  | Skil-Shimano                  |
| 221-228 | BSC  | Bretagne-Schuller             |
| 231-238 | RLM  | Roubaix-Lille Métropole       |
| 241-248 | AUB  | BigMat-Auber 93               |

## Ordine d'arrivo (Top 10)
| Pos. | Corridore          | Squadra       | Tempo    |
| ---- | ------------------ | ------------- | -------- |
| 1    | Óscar Freire       | Rabobank      | 4h52'54" |
| 2    | Angelo Furlan      | Lampre-ISD    | s.t.     |
| 3    | Gert Steegmans     | RadioShack    | s.t.     |
| 4    | Klaas Lodewyck     | Topsport Vl.  | s.t.     |
| 5    | Yukiya Arashiro    | Bouygues Tel. | s.t.     |
| 6    | Romain Feillu      | Vacansoleil   | s.t.     |
| 7    | Yoann Offredo      | FDJ           | s.t.     |
| 8    | Wouter Weylandt    | Quick Step    | s.t.     |
| 9    | Bernhard Eisel     | HTC-Columbia  | s.t.     |
| 10   | Sébastien Chavanel | FDJ           | s.t.     |